# Айкідо
Айкідо́ (яп. 【合気道】, あいきどう, «шлях поєднання енергії») — японське бойове мистецтво. Створене Моріхеєм Уесібою на базі давньояпонських технік Джиу-джитсу, що увійшли до всеімперської школи Великої Азії. Особливістю мистецтва є використання кидків і захватів. Одна зі сходоазійських бойових технік самозахисту.

## Середовище виникнення Айкідо

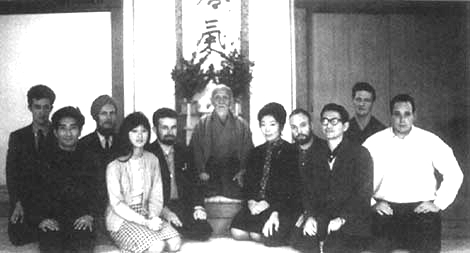
Уесіба Моріхей, засновник айкідо, святкує зі своїми учнями день народження

В давні часи досконале володіння прийомами нападу і захисту, як зі зброєю так і без неї, було життєво необхідне кожному японському воїну. Тому бійці тренували різні види бойових
мистецтв, передаючи секрети технік від батька до сина, від майстра до учня. Такі знання було важко отримати і береглися вони, як великий скарб від сторонніх очей.
Поступово, з появою прошарку самураїв — елітних військових, з'явився культ меча і на передній план вийшло мистецтво володіння ним — тобто кендзюцу. Але в сутичці завжди був ризик втратити меч, і тому кожен самурай також володів дзюдзюцу — мистецтвом бою без зброї. Поступово з настанням нових часів, відходом у минуле доби міжусобних війн, приходом панування вогнепальної зброї старі бойові мистецтва почали втрачати своє значення. Тоді знайшлись люди, які змогли переосмислити давні традиції і додавши до них філософію самовдосконалення людини і гармонії її зі всесвітом розробили новий підхід до бойових мистецтв, як до засобів становлення і розвитку особистості. Так з'явилися кендо, дзюдо, кюдо та інші. В цих назвах До (яп. 道) — це шлях розвитку і вдосконалення.
У середні віки у Японії жив воєначальник Сінра Йосіміцу. За свідченнями сучасників, він був поетом, музикантом, каліграфом, був обізнаний у медицині. Вивчивши різні методи дзюдзюцу, Йосіміцу розробив систему самозахисту без зброї, якій став навчати своїх підлеглих. Ця система отримала назву дайто-рю-дзюцу. Прийоми дайто-рю були засекречені та довгий час передавалися з покоління у покоління тільки членам родини Мінамото, а потім стали фамільною таємницею самурайського роду Такеда.
Доктор Сагаку Такеда навчив цим прийомам свого учня Моріхея Уесібу у 1920 р. До цього часу 28-річний Уесіба отримав підготовку у школі дзюдзюцу Кіто-рю та у школі фехтування ягі-рю. Вона мала в своєму арсеналі більш ніж дві тисячі прийомів, і вважалась однією з найефективніших серед шкіл дзюдзюцу. Крім того, він вивчав Тендзін Сінйо-рю у Токусабуро Тозава в Токіо в 1901 році, Готоха Йагю Сінган-рю у Масакатсу Накаі в Сакаі з 1903 по 1908 рік та дзюдо у Такагі Кійоіті в Танабе в 1911 р. Також мали вплив на формування технік айкідо, прийоми роботи зі списом — ярі, шестом — дзьо і, можливо, багнетом — дзюкен.
Все ж, зі збройних технік найбільший вплив безперечно мало мистецтво володіння мечем — кендзюцу. Духовні і філософські принципи айкідо Уесіба частково запозичив з дзен буддизму та релігії сінто. Також значний вплив на Уесібу і його філософію мав Дегуті Онісабуро — голова Омото-кьо.
Під керівництвом тренерів Уесіба освоював дзюдо, займався медитацією. Уесіба вивчив біля двохсот різних бойових мистецтв, п'ять разів відвідував Китай для ознайомлення з різними стилями ушу.
Найкращі прийоми з арсеналу відомих йому шкіл Моріхей Уесіба додав до техніки дайто-рю-дзюцу та створив у 1925 році свою систему, яку назвав айкі-дзюцу.
Технічно основи айкідо Уесіба заклав у середині 1930х років на базі інших бойових мистецтв.
У 1942 році Уесіба перейменував свій метод у айкідо. Модернізувавши древнє бойове мистецтво, він вирішив популяризувати цей метод оригінальної боротьби.
Треба зазначити, що айкідо розвивалось і вдосконалювалось засновником протягом усього життя. Мистецтво поступово змінювалось від жорсткіших формальних вправ, притаманних дзюдзюцу і скерованих на знищення супротивника, до більш м'яких форм, що мають на меті зупинити та не нашкодити. Серед учнів Уесіби можна знайти прихильників обох підходів, тому айкідо і зараз може досить суттєво різнитись від школи до школи, від майстра до майстра; тому воно й досі розвивається і вдосконалюється послідовниками
Осенсея Уесіба.

## Філософія Айкідо

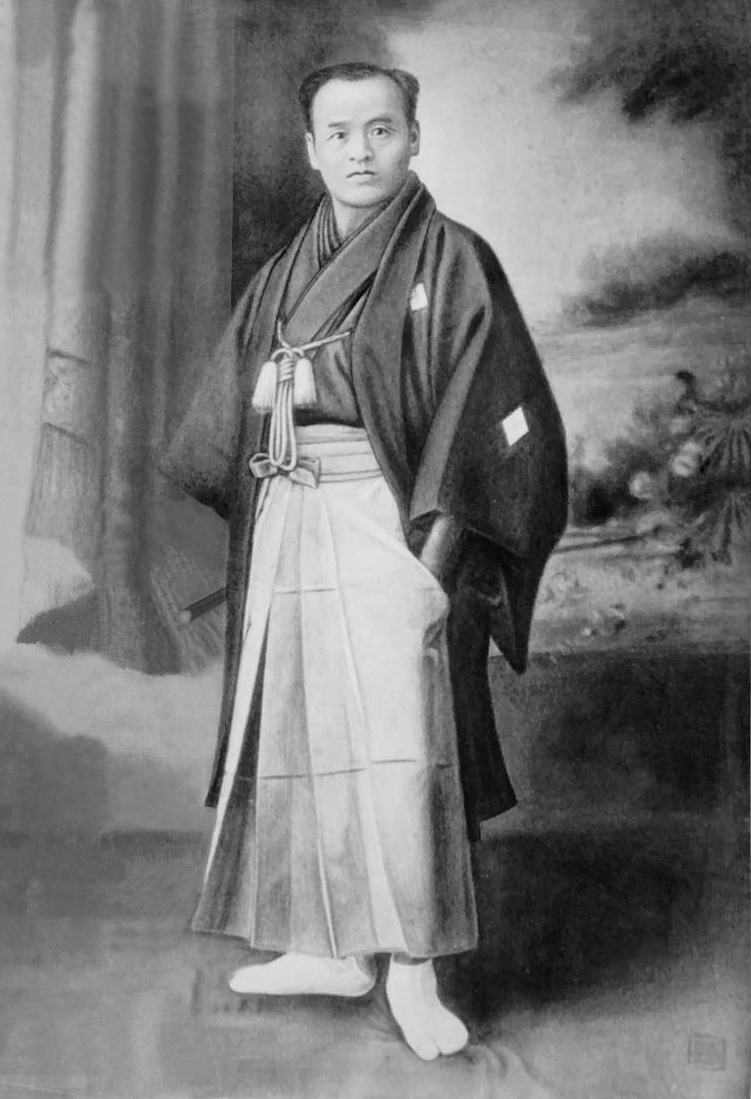
Такеда Сокаку,1888

| Ай | — | рівновага, гармонія  |
| Кі | — | життєва сила         |
| До | — | філософський принцип |
| -- | - | -------------------- |

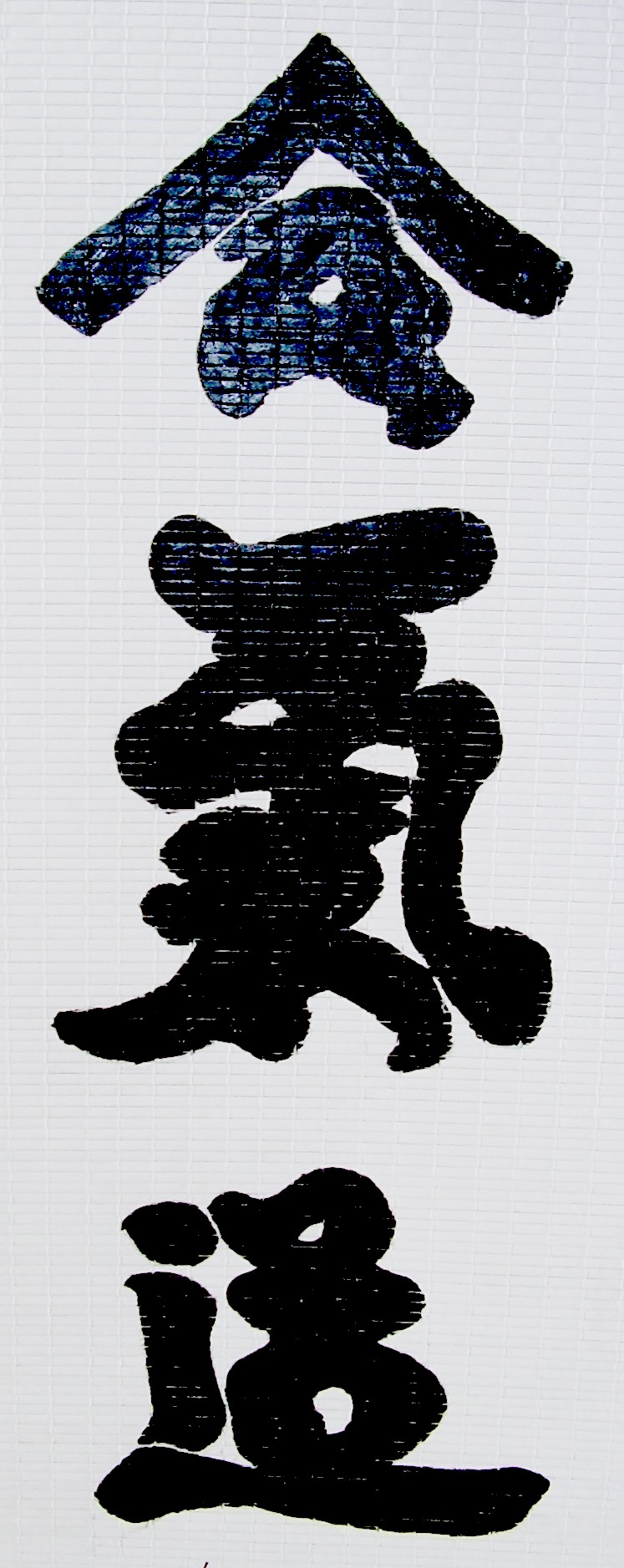
Кандзі написання айкідо

Якби айкідо складалось лише з технічних прийомів, то воно не дуже б відрізнялось від інших напрямків дзюдзюцу. Але засновник створив філософію своєї школи, як складову, що визначає спосіб виконання прийомів, послідовність дій і ефективність айкідо.
Філософія айкідо виникла у середовищі філософії сходу. Так термін «кі» (китайське «чі») позначає процеси, що відбуваються у тілі людини. «Кі» повинно неперервно текти. Якщо з якихось причин відбувається затримка потоку «кі» у котромусь з органів, то у ньому починається хвороба. Однак «кі» — це не лише позаматеріальна сутність, що циркулює виключно у тілі людини — поняття «кі» може бути поширене на будь-який процес.
Філософія айкідо не концентрується на природі чи функції «кі». Основне завдання айкідо — вміти підтримувати рівномірний розвиток, осягати рівновагу в плавному русі (принцип айкі). Саме вивчення і практика даного вміння і є завданням айкідоки. «До» якраз вказує, що айкідо не є набором прийомів, які повинен застосовувати «позитивний герой» супроти «хуліганів», натомість, — це спосіб мислення який не припускає виникнення ситуацій, коли необхідно застосовувати фізичні вміння. Зупинка «кі» — це конфлікт, який необхідно розв'язати для відновлення внутрішньої рівноваги.
Конфлікт — це зіткнення двох сил, боротьба інтересів, коли жодна сторона не бажає поступитися, щоб не втратити свого обличчя. Переможе сильніший, але якщо сили приблизно рівні, то боротьба буде тривати довго та виснажувати обидві сторони. Енергія витрачається без змісту і користі. Розвиток припиняється та у найгіршому випадку починається занепад. Айкідо не концентрується на природі чи причині виникнення конфлікту, але на способі, у який його можна розв'язати. Техніка айкідо показує як розблоковувати зіткнення сил, оскільки той хто блокує, насправді блокує себе: сила і час іде на підтримання блокування, унеможливлюється розвиток, самореалізація. Кожен має власні інтереси, та завданням айкідоки є їх узгодження для загальної користі, оскільки агресія — це реалізація власних інтересів коштом інших. Розблокування не є тотожнім поразці. Рух дозволяє розвиватися, реалізувати свій потенціал, осягати нові вміння. Стиль дій майстра айкідо — рухатися для відкриття нових можливостей. Розв'язання конфлікту унеможливлює ситуації, у яких перемагає груба сила, — при плавному русі вона не має жодного значення. Наскільки б слабкою сила не була, її буде достатньо, щоб підтримувати розвиток.

## Історія Айкідо
Ключовим моментом зародження айкідо можна назвати 1920 рік, а місцем зародження-місто Аябе. 1920 рік був для Уесиби дуже критичним, помер його батько і двоє маленьких синів. Убитий горем, він шукав розраду в релігійному напрямку ОМОТО-КЬО-ке. згодом зробивши визначальний вплив на філософію айкідо. Втіхою для нього був і перший додзьо: в своєму будинку Уесіба постелив 18 рогож (татамі) і почав навчати послідовників вчення ОМОТО-КЬО-ке. Моріхей Уесіба набирався досвіду, розширюючи та поглиблюючи програму Академії Уесиби. Слава про нього як про майстра бойових мистецтв швидко розповсюджувалася. Кількість його учнів росла.
У 1922 році Уесібі вдалося переконати свого вчителя Сокаку Такеда, який навчав його Дайто-рю Айкі-дзюдзюцу впродовж 5 років (1915—1919), до переїзду в Аябе. Слід зазначити, що Сокаку Такеда часто подорожував по Японії і тренував своїх учнів нерегулярно, що не завадило Моріхею Уесібі стати одним з його найкращих учнів. Після 6 місяців тренувань в Аябе, Такеда вручає Уесібі інструкторський сертифікат, а сам їде. Поступово відмовляючись від методів тренувань Дайто-рю і Ягю-рю, в 1922 р. Уесіба створює своє власне будо і називає його Айкі-будзюцу (Айкідо).

## Технічний арсенал Айкідо

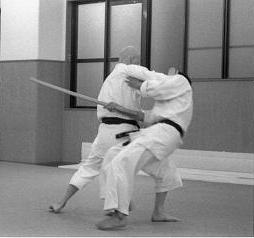
Обеззброювання нападника прийомом «забирання меча»

Технічний арсенал айкідо складається з кількох складових: стійок, пересувань, страховок, та безпосередньо прийомів.
В свою чергу арсенал останніх логічно ділиться на два великі розділи:
тайдзюцу (робота без зброї) та буківаза (робота зі зброєю).
Тайдзюцу складається з таких понять, як захвати (торі), атаки (уті, цукі), та прийомів від захватів спереду, ззаду, удушаючих захватів та атак.
Буківаза ділиться на роботу з мечем (айкікен), дзьо (айкідзьо) та ножем і складається
з формалізованих вправ для одиночного виконання (субурі) та парного виконання (авасса, кумі тачі).
Існують прийоми, які поєднують обидва підрозділи між собою (наприклад коли один з айкідок без зброї, а інший озброєний і т.і.).
Докладніше про технічний арсенал айкідо дивись Технічний арсенал айкідо

#### Класифікація техніки айкідо

##### Допоміжна техніка
1. Психофізичні вправи — «айкі-тайсо»
2. Мистецтво безпечного падіння — «укемі»
3. Стійки та позиції
4. Мистецтво пересування — «таі-сабакі»
5. Захисні дії: нирки, уходи, блоки

##### Основна техніка
1. Больові прийоми — «канзетсу-вадза»
2. Кидки — «наг-вадза»
3. Удари та тички — «атевадза»
4. Стискання та натискання — «куічо»

##### Спеціальна техніка
1. Прийоми з шестом
2. Прийоми з дерев'яним мечем
3. Прийоми роззброєння
4. Прийоми боротьби проти декількох супротивників

## Аспекти практичних тренувань
Практика айкідо призводить між іншим і до фізичного розвитку айкідок. А саме значно поліпшуються гнучкість, витривалість, фізична міць (але з поміркованим акцентом на силі), крім того тренування призводять до покращення зосередженості, керованого розслаблення, врівноваженості. В техніках айкідо в порівнянні з іншими видами бойових мистецтв частіше застосовується
тиск та продовження руху партнера ніж витягування, жорсткий контакт, силове протиборство. Ця різниця дозволяє
займатися айкідо значно ширшому колу практикуючих. В айкідо головний акцент робиться на координації рухів тіла, та рівновазі.
В багатьох додзьо кожне тренування починається з розминки до якої входить розтяжка та відпрацювання самостраховки (кувирки, падіння і т.і.).
Хоча за часів О-сенсея була більше поширена практика вільного стилю. Сучасне айкідо базується на формалізованих
формах («ката»), що виконуються двома айкідоками разом. В основі тренування лежить поділ пари тренуючих
на «уке» (той що нападає) і «наге» (також може називатись «торі» в залежності від стиля), що нейтралізує напад
використовуючи техніку айкідо. Треба усвідомити, що «уке» і «наге» це не конкуренти, які повинні перемогти противника за любу ціну, а партнери, що допомагають один одному краще засвоїти техніку.

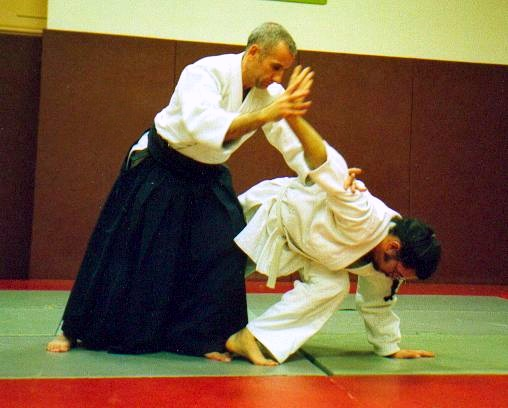
Тренування у додзьо [http://www.aikidomaisons-alfort.com/ Maisons-Alfort

Обидві ролі є необхідними для вивчення айкідо, бо дозволяють «наге» вчитись контролювати і використовувати енергію нападу, розвивати відчуття свого центру, в то час як «уке» вчиться, контролювати своє положення в невигідних, неврівноваженних позиціях в які він може потрапити при виконанні «наге» захисних дій, а також вчиться бачити можливість протидії у разі недосконалого виконання техніки партнером."Уке" постійно намагається відновити рівновагу і зменшити свою зону ураження, тоді як «наге» намагається залишити «уке» в неврівноваженому стані і зберегти можливість для успішних дій. В більш просунутому тренуванні, «уке» може використовувати методи анулювання («каеши-ваза») для того щоб перехопити ініціативу і знов перейти
до атакуючих дій (наприклад кинути «наге»). «Уке» означає «отримувач». Добрий «уке» завжди повинен слідкувати за діями партнера, та виконувати страховку щоб уникнути значного болю чи пошкоджень. В свою чергу «наге» відповідає за те, щоб запобігти травмам «уке», контролюючи свою швидкість і силу в залежності від майстерності його партнера.
Під час тренувань з тайджицу прийнято, що кожен з пари айкідок почерзі виконує роль «уке» і «наге». Крім того заохочується практика, коли кожен наступний прийом айкідока повинен відпрацьовувати з іншим партнером. Це дозволяє кожному оволодіти технікою як наступу, так і захисту та відпрацювати це вміння з різними партнерами (за вагою, зростом, швидкістю тощо).

## Критика айкідо
Айкідо часто піддається критиці, як бойова система що малоефективна у реальному поєдинку. А саме, атаку ініційовану уке, від якої повинен захищатися торі, оцінюють, як неправдоподібну пародію на атаку.
Слабкі атаки уке дозволяють торі реагувати на них умовно, що призводить до недорозвинення навичок, необхідних для безпечної та ефективної практики обох партнерів. Однак така практика тренувань характерна не для всіх шкіл айкідо.
Більшість типів атак є нереалістичними і рідко використовуються в реальних бойових ситуаціях. Також в Айкідо відсутні спаринги, а під час змагань (які у більшості шкіл також не проводяться) виявляється найкраще виконання техніки, а не вміння застосувати техніку на практиці.
Частина критики ставиться до зміщення акцентів у навчанні після закінчення усамітнення засновника в івама Додзьо, що тривала з 1942 року по середину 1950-х років; згодом він все більше підкреслював духовні і філософські аспекти айкідо. В результаті удари по життєво важливих точках, входження в поєдинок — ірімі і участь в ініціації технік захисту —  торі , використання зброї та відмінності між принципами айкідо були пом'якшені або ж виключені з практики. Деякі люди, що практикують айкідо, вважають, що відсутність підготовки в цих техніках призводить до повної втрати ефективності.
З іншого боку, ряд напрямків айкідо критикують за брак уваги до духовних практик, важливість яких підкреслював Уесіба. Згідно Мінору Сибата з вебвидання Aikido Journal, «айкідо О-сенсея не було продовженням і розвитком старого картаю і має виразний розрив з минулими військовими і філософськими концепціями».
Айкідоки частіше говорять, що якщо людина не може захистити себе за допомогою айкідо, то це не значить що айкідо не працює, скоріше людині потрібно набути нових навичок.

## Ступені айкідо
У айкідо використовується система ступенів, яка є спільною для бойових мистецтв Японії (карате, кендо, дзюдо), спочатку ідуть учнівські ступені (кю) після чого присвоюються ступені майстра (дан). Найнижчий ступінь у айкідо — шостий кю (хоча у деяких федераціях ступені можуть починатись і з десятого). Найвищий учнівський ступінь — перший. Для здобуття п'ятого кю повинно минути щонайменше півроку тренувань, поступово проміжок між черговими ступенями збільшується. Для здобуття першого ступеня майстра (першого дану) кандидат повинен відповідати певним вимогам: після здобуття першого кю повинно минути щонайменше рік тренувань, брати участь у семінарах, що провадяться видатними майстрами, у деяких федераціях є ще віковий ценз — 16 чи 18 чи 20 років (але зазвичай дана вимога виконується автоматично). Найвищий ступінь у айкідо — восьмий дан. Десятий дан тепер надає тільки федерація за особливі заслуги та внесок у айкідо і тільки після смерті. Слід зауважити, що рівень майстерності відображається нижніми майстерськими ступенями, ступені вище четвертого присуджуються за розвиток чи популяризацію айкідо. Але без сумніву майстер восьмого дану розуміє айкідо значно краще ніж власник дану третього.
| Дан | Умови отримання                                                                |
| 1-й | Треба вивчати айкідо не менш 2ох років та мати вік більше двадцяти років       |
| 2-й | Щонайменше через 2 роки після отримання 1-го дана                              |
| 3-й | Щонайменше через 3 роки після отримання 2-го дана                              |
| 4-й | Щонайменше через 4 роки після отримання 3-го дана                              |
| 5-й | Щонайменше через 5 років після отримання 4-го дана                             |
| 6-й | Щонайменше через 6 років після отримання 5-го дана та мати вік більше 33 років |
| 7-й | Щонайменше через 12 років після отримання 6-го дана та мати вік понад 45 років |
| 8-й | Щонайменше через 15 років після отримання 7-го дана та мати вік понад 60 років |

Із ростом майстерності тренуючий отримує пояси певного кольору. В більшості шкіл айкідо є лише два типи поясів — білий, що вказує на учнівський рівень, і чорний, для майстрів. Але застосовуються і інші кольори, залежно від традицій конкретної школи. Певним додатковим елементом, що вказує на досвід тренуючого, є хакама — тренуючий має право носити хакаму починаючи з певного рівня (в залежності від федерації з другого кю або з першого дану). Це правило має раціональні причини — початківцю важко переміщуватись з цим додатковим елементом однострою.

## Спорядження

### Однострій

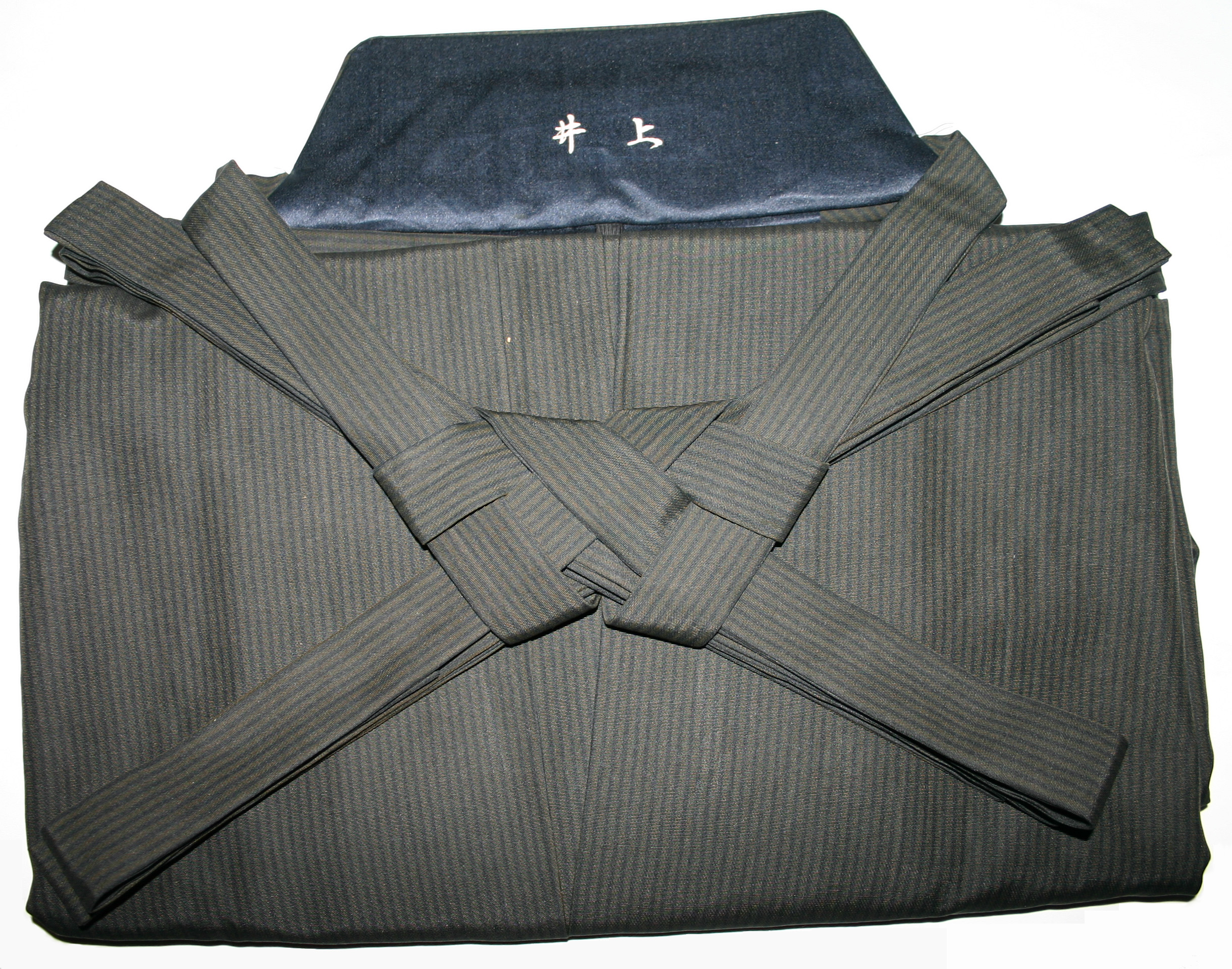
Складена хакама

Однострій практикуючого айкідо, або айкідогі (яп. 合気道着) складається з:
- Біла куртка і штани.
- Білий або чорний пас.
- Чорні хакама.

### Зброя
Арсенал зброї складається з:
- Бокуто — дерев'яний меч.
- Дзьо — дерев'яний шест.
- Танто — ніж.
- Субуріто — дворучний дерев'яний клинок.

## Додзьо

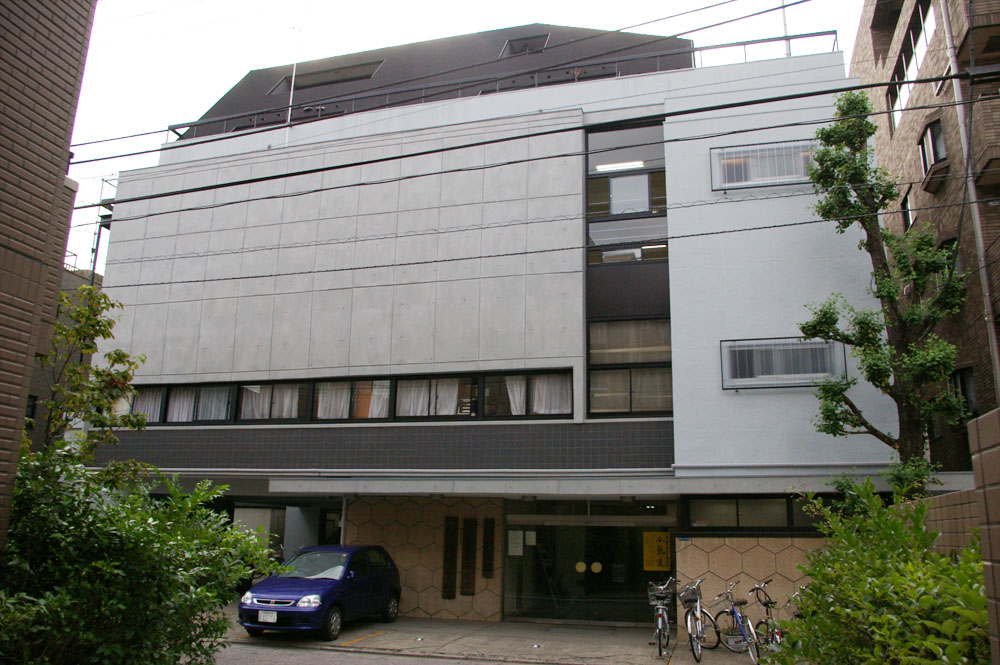
Айкікай додзьо у Японії

Зал де відбуваються заняття називається «додзьо», підлога покрита матами.
У додзьо вирізняється одна сторона — «сьомен» (на стіні вішається портрет Моріхея Уесіби, або зображення напису «айкідо»), по цій стороні сидить «сенсей» (вчитель), учні сідають («сейдза») лицем до сьомен. У додзьо кожен повинен дотримуватись певних чітких правил поведінки, особливо після виходу на татамі. Перед початком занять, та після них зазвичай виконується певний ритуал, що символізує вдячність О-сенсею, подяку викладачу, та повагу один до одного практикуючих айкідо.

## Школи айкідо
Айкідо має багато шкіл, що в основному були сформовані головними учнями Уесіби Моріхея. Незалежні школи почали з'являтись після Другої Світової війни. Їхня кількість зросла після смерті засновника в 1969 році. Сьогодні кожна головна школа айкідо має незалежний керівний орган та свій головний зал в Японії, а також філіали у різних країнах світу.
Найбільшою і основною школою айкідо є Айкікай. Інші значні школи — Йосінкан, Йосейкан, Сьодокан, Кі-айкідо, Івама рю(з 2004 року Такемусу Айкі), Ай рю айкідо та інші.